# NGC 5360
NGC 5360 est une galaxie spirale barrée vue par la tranche et située dans la constellation de la Vierge. Sa vitesse par rapport au fond diffus cosmologique est de 1 449 ± 19 km/s, ce qui correspond à une distance de Hubble de 21,4 ± 1,5 Mpc (∼69,8 millions d'al). NGC 5360 a été découverte par l'astronome allemand Albert Marth en 1864. Cette galaxie a aussi été observée par l'astronome américain Lewis Swift le 19 avril 1890 et elle a été inscrite à l'Index Catalogue sous la cote IC 958. Toutefois, l'identification de NGC 5360 à IC 598 est incertaine.
La classification de NGC 5360 est très incertaine. La base de données NASA/IPAC indique I0, soit une galaxie qui se situe entre une galaxie irrégulière et une galaxie lenticulaire. Pour Wolfgang Steinicke et la base de données HyperLeda, il s'agit d'une galaxie lenticulaire barrée (SB0-a). Sur l'image du relevé SDSS, une longue barre est nettement visible au centre de la galaxie, indiquant ainsi une zone de formation d'étoiles provenant probablement de son interaction avec NGC 5364. Pour le professeur Seligman, il est possible que cette galaxie soit une spirale barrée vue par la tranche, car une galaxie irrégulière ne présente habituellement pas de barre si longue et parce qu'une galaxie lenticulaire est plus dispersée. Il ajoute aussi que c'est une galaxie particulière (SBd? pec).
NGC 5360 présente une large raie HI.
À ce jour, deux mesures non basées sur le décalage vers le rouge (redshift) donnent une distance de 22,200 ± 0,990 Mpc (∼72,4 millions d'al), ce qui est à l'intérieur des valeurs de la distance de Hubble.

## Groupe de NGC 5364
Selon A.M. Garcia, la galaxie NGC 5360 fait partie du groupe de NGC 5364. Ce groupe de galaxies compte au moins sept membres. Les autres galaxies du groupe sont NGC 5300, NGC 5338, NGC 5348, NGC 5356, NGC 5363 et NGC 5364.
Sur le site « Un Atlas de l'Univers », Richard Powell mentionne aussi le groupe de NGC 5364, mais la galaxie NGC 5338 n'y figure pas.
Abraham Mahtessian mentionne aussi ce groupe, mais les galaxies NGC 5300 et NGC 5360 n'y figurent pas.
Le groupe de NGC 5364 fait partie de l'amas de la Vierge III, un des amas du superamas de la Vierge